# 1039年
| 千纪： | 2千纪 |
| 世纪： | 10世纪 \| 11世纪 \| 12世纪                                                                                               |
| 年代： | 1000年代 \| 1010年代 \| 1020年代 \| 1030年代 \| 1040年代 \| 1050年代 \| 1060年代                                         |
| 年份： | 1034年 \| 1035年 \| 1036年 \| 1037年 \| 1038年 \| 1039年 \| 1040年 \| 1041年 \| 1042年 \| 1043年 \| 1044年               |
| 纪年： | 己卯年（兔年）；契丹重熙八年；北宋宝元二年；大理正治十三年；西夏天授禮法延祚二年；越南通瑞六年，符有道元年；日本長曆三年 |

## 大事记
- 中国
  - 宋夏战争爆发。
  - 同判禮院宋祁上疏，以為國用不足在於「三冗三費」
- 德国
  - 6月4日——亨利三世成為德意志皇帝。
- 其他
  - 宋朝廷發布《集韻》。

## 出生
- 苏辙，字子由，北宋散文家（1112年去世，73岁）
- 波列斯瓦夫二世，波兰大公和国王（1081年去世，42岁）